# چشم غیرمسلح (فیلم ۱۹۵۶)
«چشم غیرمسلح» (انگلیسی: The Naked Eye) فیلم مستند به کارگردانی لوئیس کلاید استومن است که در سال ۱۹۵۶ منتشر شد.